# Christian Haller (Schriftsteller)

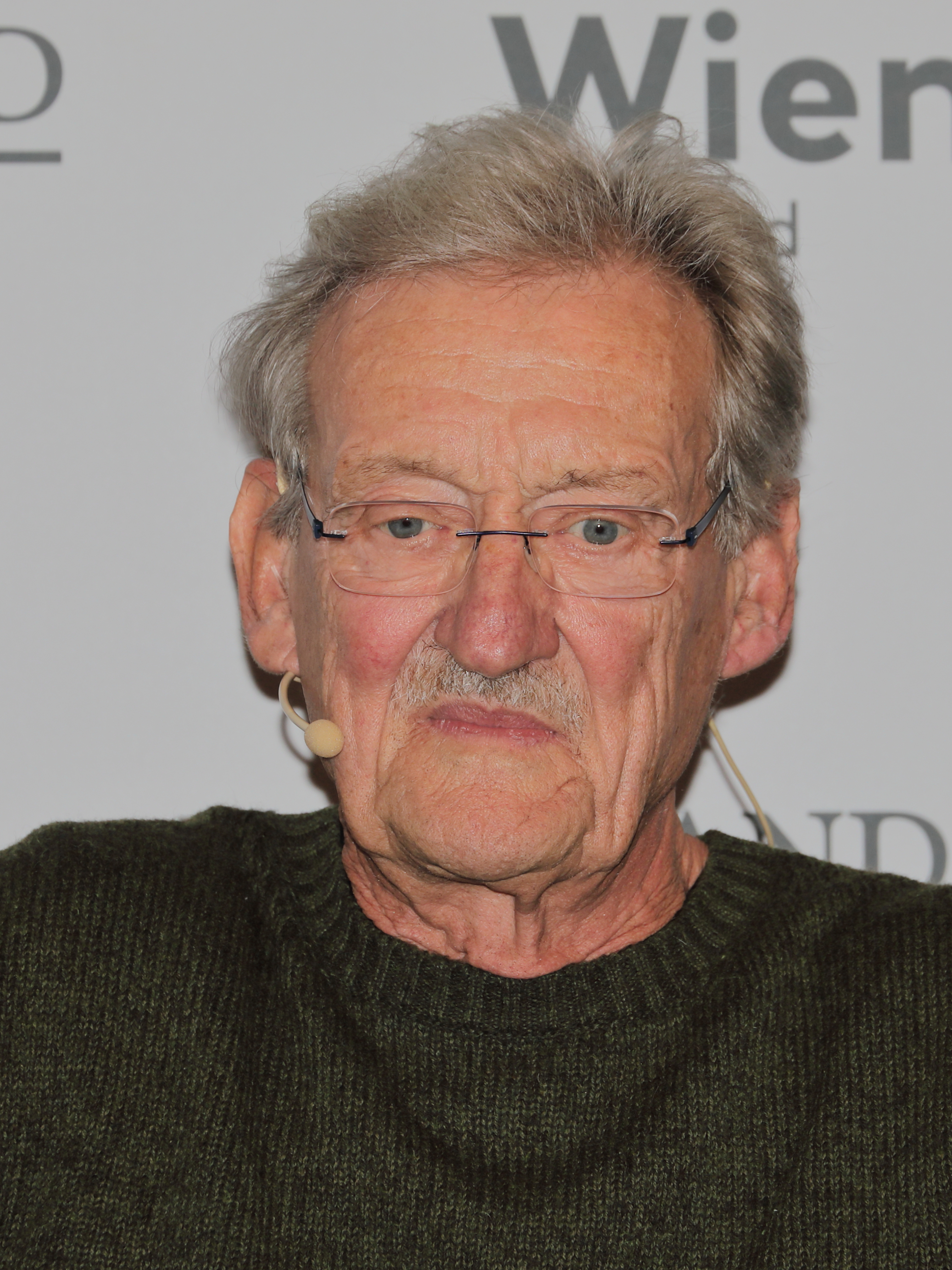
Christian Haller (2023)

Christian Haller (* 28. Februar 1943 in Brugg, Kanton Aargau) ist ein Schweizer Dramaturg und Schriftsteller.

## Leben und Werk
Haller studierte Zoologie an der Universität Basel. Er war acht Jahre als Bereichsleiter der „Sozialen Studien“ am Gottlieb Duttweiler Institut tätig und vier Jahre als Dramaturg am Theater Claque in Baden. Von 1994 bis 2000 war er Mitglied der Theaterkommission der Stadt Zürich. 
Er schrieb seit den 1980er Jahren zahlreiche Erzählungen, Romane sowie Bühnenstücke. Einige seiner Werke wurden ins Französische, Russische und Rumänische übersetzt. Er ist vor allem bekannt für seine autofiktionale Prosa. Mit seiner autobiographischen Trilogie Die verborgenen Ufer, Das unaufhaltsame Fliessen und Flussabwärts gegen den Strom steht er in der Tradition des Entwicklungsromans von Karl Philipp Moritz und James Joyce.
Mit seiner Novelle Sich lichtende Nebel gewann er 2023 den Schweizer Buchpreis. Sie verbindet fiktionales Erzählen mit Konzepten der Quantenphysik. Seine zwei Protagonisten, ein Historiker und ein Physiker, denken über grundsätzliche Fragen der Physik kleiner Dimensionen nach. Haller entwickelt dabei einprägsame Metaphern, die einen Zugang zur Quantenmechanik schaffen, deren Formalismus sonst abschreckt. Durch Hallers Bilder werden abstrakte Begriffe mit Inhalten gefüllt. Der Schritt zum Verständnis der Grundgleichungen dieses wichtigen Teils der Physik (Quantenphysik) wird damit verkürzt.
Er war Kolumnist der Aargauer Zeitung und lebt als freier Autor in Laufenburg.

## Auszeichnungen (Auswahl)
- 2006 Aargauer Literaturpreis[2]
- 2007 Einzelwerkpreis der Schweizerischen Schillerstiftung für die Trilogie des Erinnerns
- 2015 Kunstpreis des Kantons Aargau
- 2023 Schweizer Buchpreis für Sich lichtende Nebel

## Werke

### Bücher
- Die Hälfte der Träume und andere Geschichten. Noack-Hübner, München 1980
- Prinz Ramins Baum. Coban, Lenzburg 1984
- Strandgut. Roman. Luchterhand, Frankfurt am Main 1991, ISBN 978-3-63086-768-7
- Der Brief ans Meer. Roman. Luchterhand, München 1995, ISBN 978-3-63086-851-6
- Kopfüberland oder die Reise zu den Bäumen. Eine Geschichte. Isele, Eggingen 1996, ISBN 3-86142-073-2
- Der Fernseher ist kein schlechter Priester. Gedichte. Isele, Eggingen 1998, ISBN 3-86142-107-0
- Trilogie des Erinnerns. Taschenbuchausgabe (in einem Band). btb, München 2008, ISBN 978-3-442-73676-8
Einzelausgaben:
  - Die verschluckte Musik. Roman. Luchterhand, München 2001, ISBN 3-630-87100-3
  - Das schwarze Eisen. Roman. Luchterhand, München 2004, ISBN 3-630-87184-4
  - Die besseren Zeiten. Roman. Luchterhand, München 2006, ISBN 3-630-87246-8
- Am Rand von allem. Gedichte. Isele, Eggingen 2008, ISBN 978-3-86142-438-3
- Im Park. Roman. Luchterhand, München 2008, ISBN 978-3-630-87284-1
- Die Stecknadeln des Herrn Nabokov. Luchterhand, München 2010, ISBN 978-3-630-87350-3
- Der seltsame Fremde. Roman. Luchterhand, München 2013, ISBN 978-3-630-87392-3
- Laub vor dem Winter. Gedichte. Wolfbach Verlag, Zürich 2014, ISBN 978-3-905910-46-9
- Die verborgenen Ufer. Roman. Luchterhand, München 2015, ISBN 978-3-630-87465-4 (Band 1 der Autobiographie)
- Das unaufhaltsame Fliessen. Roman. Luchterhand, München 2017, ISBN 978-3-641-21308-4 (Band 2 der Autobiographie)
- Reise im Korbstuhl. Epos. Wolfbach Verlag, Zürich 2018, ISBN 978-3-906929-03-3
- Flussabwärts gegen den Strom. Roman. Luchterhand, München 2020, ISBN 978-3-630-87602-3 (Band 3 der Autobiographie)
- Blitzgewitter. Eine kurze Geschichte des Lichts, in das wir uns stellen. Matthes & Seitz, Berlin 2022, ISBN 978-3-7518-0557-5.
- Sich lichtende Nebel. Novelle. Luchterhand, München 2023, ISBN 978-3-630-87733-4.
- Das Institut. Roman. Luchterhand, München 2024, ISBN 978-3-630-87776-1.

### Theaterstücke
- Götterspiele. UA: Theater im Spittel, Bremgarten 1987
- Leben. Als Theatermanuskript veröffentlicht: Kiepenheuer, Berlin 1991